# Тревіньяно
Тревіньяно (італ. Trevignano, вен. Trevignan) — муніципалітет в Італії, у регіоні Венето, провінція Тревізо.
Тревіньяно розташоване на відстані близько 430 км на північ від Рима, 39 км на північний захід від Венеції, 17 км на північний захід від Тревізо.
Населення — 10 776 осіб (2014).
Щорічний фестиваль відбувається 14 лютого. Покровитель — San Valentino e Santa Maria del Carmelo.

## Демографія
Населення за роками:

Станом на 1 січня 2023 року в муніципалітеті офіційно проживали 874 іноземці з 59 країн, серед них 138 громадян країн Євросоюзу та 24 громадяни України.

## Сусідні муніципалітети
- Істрана
- Монтебеллуна
- Паезе
- Веделаго
- Вольпаго-дель-Монтелло